# Aeroporto de Porto Murtinho
O Aeroporto Municipal de Porto Murtinho serve a cidade de Porto Murtinho.

## Características
- Operadora: Prefeitura Municipal de Porto Murtinho
- Endereço:
- Cidade: Porto Murtinho
- Estado: Mato Grosso do Sul
- Código IATA:
- Código ICAO: SSPM
- Latitude: 21º41'37 s
- Longitude: 57º49'6 w
- Terminal de passageiros: (Não possui)
- Movimento: 5 aviões por mês em média
- Companhias aéreas:(nenhuma)
- Comprimento da pista (m): 1200mts
- Cabeceira 18/36
- Altitude: 292 pés
- Piso: T
- Sinalização: Sim
- Superfície: Asfalto